# Quasi-Park Narodowy Tenryū-Okumikawa
Quasi-Park Narodowy Tenryū-Okumikawa (jap. 天竜奥三河国定公園 Tenryū-Okumikawa Kokutei Kōen) – quasi-park narodowy w regionie Chūbu, na Honsiu, w Japonii. 
Park obejmuje tereny usytuowane w prefekturach: Shizuoka, Aichi oraz Nagano, o łącznym obszarze 267,23 km².  
W granicach parku znajdują się m.in.: przełom rzeki Tenryū (w górnym biegu), tama Sakuma, wodospady Atera, góry Chausu i Hōraiji. 
Park jest klasyfikowany jako chroniący krajobraz (kategoria V) według Międzynarodowej Unii Ochrony Przyrody
Obszar ten został wyznaczony jako quasi-park narodowy 1 października 1969 roku. Podobnie jak wszystkie quasi-parki narodowe w Japonii, jest zarządzany przez samorząd lokalny prefektury.